# Grčavina
Grčavína ali tuberositas je hrapava površina ali izboklina na kosti in se lahko nanaša na primer na:
- deltasto grčavino nadlahtnice (tuberositas deltoidea humeri)
- zadnjično (glutealno) grčavino stegnenice  (tuberositas glutea ossis femoris)
- golenično grčavino (tuberositas tibiae)